# Stefan Pruszkowski

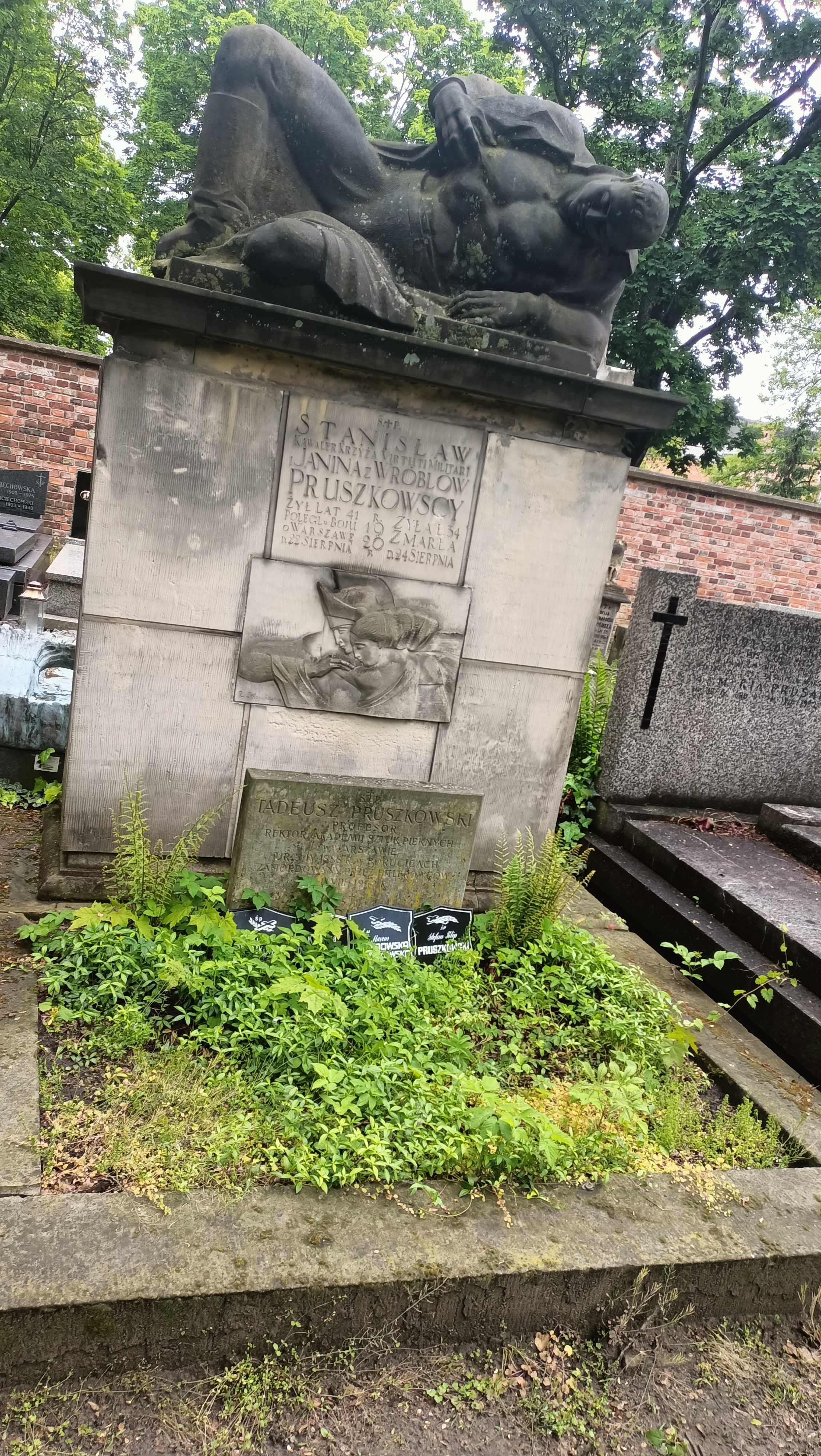
Grób Stefana Pruszkowskiego na Cmentarzu Powązkowskim w Warszawie

Stefan Franciszek Pruszkowski (ur 6 czerwca 1909 w Częstochowie zm 26 kwietnia 2006 w Warszawie) - polski lekkoatleta specjalizujący się w biegach krótkich i średnich.

## Życiorys
Urodził się 6 czerwca 1909 w Częstochowie. Był absolwentem Gimnazjum Władysława Giżyckiego w Warszawie. Podczas sowjej kariery reprezentował barwy klubów YMCA Warszawa, Legia Warszawa, AZS Warszawa, Policyjny KS Warszawa, Żagiew Warszawa i Polonia Warszawa, Odra Opole. Był trzykrotnym rekordzistą polski na dystansach 10x 100m w 1930 1:56,2 3x 1000m 7:58,6 i 4 x 1500 m 17:13,4 w 1931. W 1934 zdobył brązowy medal na dystansie 400 m przez płotki. W 1935 zdobył zdobył brązowy medal na dystansie 3000 m przez płotki.
Po 1945 był jednym z założycieli klubu sportowego Odra Opole. Był także działaczem i wiceprezesem sekcji lekkoatletycznej klubu.
Został pochowany na cmentarzu powązkowskim (kwatera II rząd 3 grób 8 i 9)

## Rekordy życiowe
- 800 m – 2:00:8 12 lipca 1931 Królewska Huta
- 1000 m 2:44:6 23 sierpnia 1931 Warszawa
- 1500 m 4:13:0 22 czerwca  1931 Warszawa
- 400 m przez płotki 60:3 17 czerwca 1934 Białystok
- 3000 m przez płotki 11:04:3 6 lipca 1935 Białystok